# سيلفي جونغ هينروتين
سيلفي جونغ هينروتين (بالفرنسية: Sylvie Jung)‏ مواليد 10 يوليو 1904 في لو هافر - الوفاة 15 ديسمبر 1970 في نيويورك، الولايات المتحدة، كانت لاعبة كرة مضرب فرنسية. وصلت عدة مرات لنهائيات البطولات الكبرى وحققت الوصافة.

## النهائيات

### الزوجي: 4 (الألقاب 0, الوصافة 4)
| النتيجة | السنة | البطولة          | الشريك          | المنافس في النهائي                          | النتيجة في النهائي |
| ------- | ----- | ---------------- | --------------- | ------------------------------------------- | ------------------ |
| الوصافة | 1928  | البطولة الفرنسية | سوزان دف        | إيلين بينيت ويتينجستال فيبي هولكروفت واتسون | 0–6, 2–6           |
| الوصافة | 1933  | البطولة الفرنسية | كوليت روسامبيرت | سيموني ماثيو إليزابيث ريان                  | 1–6, 3–6           |
| الوصافة | 1933  | بطولة ويمبلدون   | دوروثي أندروس   | سيموني ماثيو إليزابيث ريان                  | 3–6, 3–6           |
| الوصافة | 1937  | البطولة الفرنسية | دوروثي أندروس   | سيموني ماثيو بيلي يورك                      | 6–3, 2–6, 2–6      |

### الزوجي: 3 (الألقاب 0, الوصافة 3)
| النتيجة | السنة | البطولة           | الشريك           | المنافس في النهائي        | النتيجة في النهائي |
| ------- | ----- | ----------------- | ---------------- | ------------------------- | ------------------ |
| الوصافة | 1935  | البطولة الفرنسية  | أندريه مارتن لجي | لوليتا بايوت مارسيل برنار | 6–4, 2–6, 4–6      |
| الوصافة | 1936  | البطولة الفرنسية  | أندريه مارتن لجي | بيلي يورك مارسيل برنار    | 5–7, 8–6, 3–6      |
| الوصافة | 1937  | البطولة الأمريكية | إيفون بترا       | سارة بالفري كوك دون بادج  | 2–6, 10–8, 0–6     |